# Луций Корнелий Лентул Кавдин (консул 237 года до н. э.)
Луций Корнелий Лентул Кавдин (лат. Lucius Cornelius Lentulus Caudinus; умер в 213 году до н. э.) — римский военачальник и политический деятель из патрицианского рода Корнелиев, консул 237 года до н. э., цензор в 236 году до н. э., верховный понтифик в 221—213 годах до н. э.

## Биография
Луций Корнелий принадлежал к знатному и разветвлённому патрицианскому роду Корнелиев. Первый известный из источников носитель когномена Лентул был консулом в 327 году до н. э., и выяснить его связь с другими Корнелиями не представляется возможным. Луций Корнелий, не являясь потомком этого Лентула, был сыном консула 275 года до н. э. того же имени, который совместно с Манием Курием Дентатом командовал в Пирровой войне. Его брат Публий был консулом в 236 году до н. э.
Луций Корнелий впервые упоминается в источниках в связи с его консулатом в 237 году до н. э. Коллегой Лентула был плебей Квинт Фульвий Флакк. Флавий Евтропий пишет, что эти магистраты вели успешную войну с лигурами и отпраздновали триумф, но здесь явно произошла путаница. На самом деле Лентул и Флакк воевали с цизальпийскими галлами.
Годом позже Луций занимал пост цензора (236 год до н. э.). В 219 году до н. э. он первым высказался в сенате во время обсуждения сагунтской проблемы: Лентул предложил немедленно начать войну с Карфагеном и нанести удары в Испании и Африке, тогда как Квинт Фабий Максим выступил за переговоры. Исследователи констатируют, исходя из этого эпизода, что Луций был принцепсом сената с 220 года до н. э., с момента последней проверки списка сенаторов, хотя не являлся тогда старейшим из цензориев.
В связи с событиями 217 года до н. э. Тит Ливий называет Лентула Кавдина верховным понтификом. Предположительно тот занял этот пост в 221 году до н. э., после смерти Луция Цецилия Метелла. Смерть Луция Корнелия источники датируют 213 годом до н. э.
Сыновьями Луция Корнелия были Луций и Гней Корнелии Лентулы, консулы 199 и 201 годов до н. э. соответственно.